# Thomas John I'Anson Bromwich
Thomas John I'Anson Bromwich (Wolverhampton, 8 de fevereiro de 1875 – Northampton, 24 de agosto de 1929) foi um matemático inglês, fellow da Royal Society.
Foi palestrante do Congresso Internacional de Matemáticos em Cambridge (1912) e em Bolonha (1928).